# Биохимический институт Наркомздрава
Биохимический институт Наркомздрава - это институт где работал Алексей Николаевич Бах. Он работал в нём с 1930 года и до начала Великой отечественной войны. Это было не единственное место где работал Бах. Как говорил сам учёный "Ничто не заменит мне науку". Этот институт предназначен для углублённого изучения биохимии, однако также изучались биология, химия, физика, математика и биофизика. 
Именно в этом институте Бах и выпустил журнал "Биохимия", выпущенный по его инициативе в 1936 году. Данный институт был построен в 1926 году.

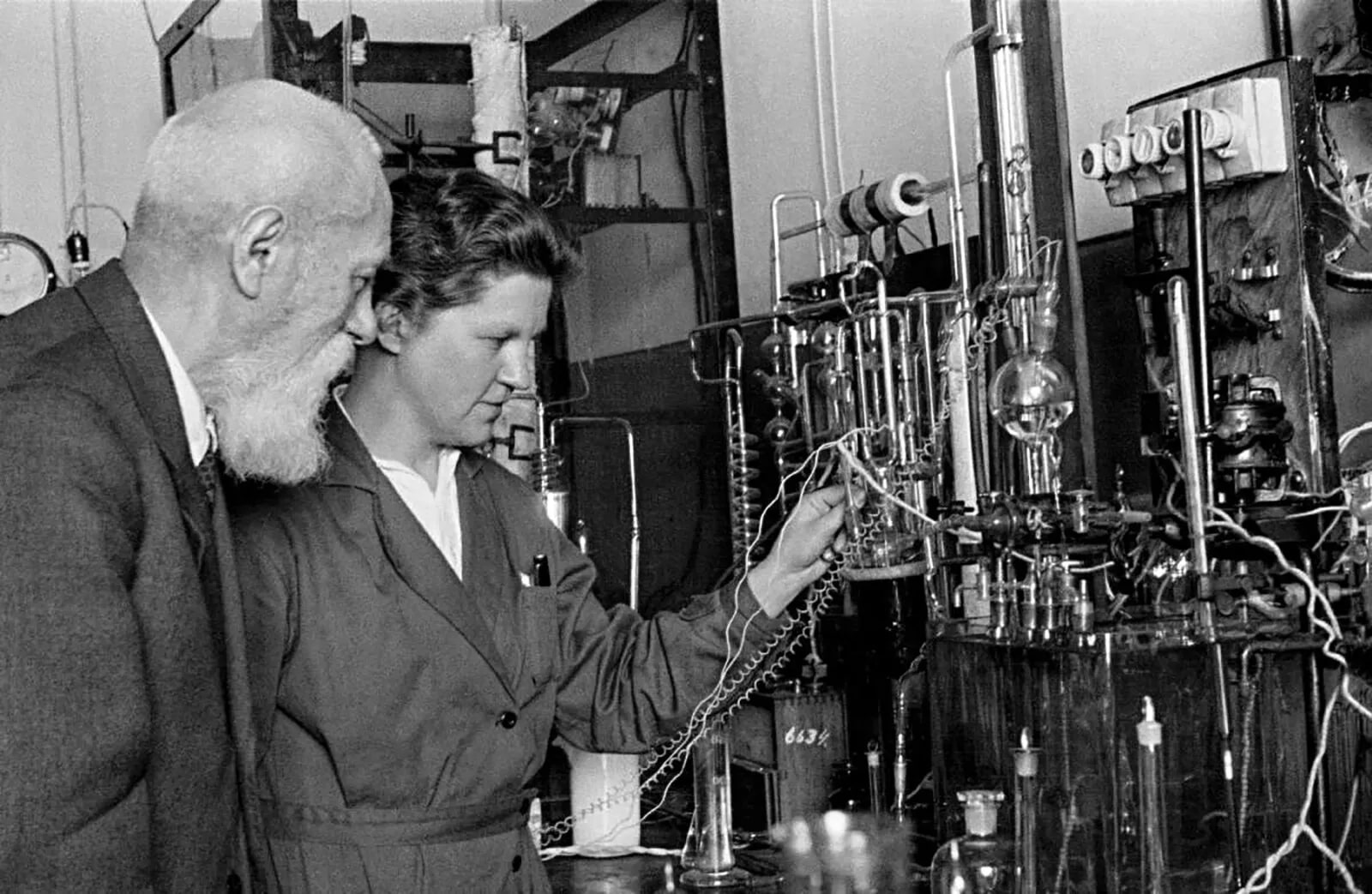
Бах с дочерью Натальей 1937 год.

| 1926 год            | 1930 год           | 1936 год                  | 1941 год                |
| ------------------- | ------------------ | ------------------------- | ----------------------- |
| Постройка института | Начало работы Баха | Выпуск журнала "Биохимия" | ВОВ и конец работы Баха |